# Nicola Cadei
Nicola Cadei (né le 30 octobre 1977) à Sarnico en Italie est un pilote de course automobile internationale italien.

## Carrière
Nicola Cadei a participé aux 24 Heures du Mans en 2012 avec l'écurie italienne AF Corse. Il n'a malheureusement pas vu le drapeau à damier lors de cette tentative car la voiture a abandonné au 70e tours,,. Il aurait dû participer à l'édition 2020 mais l'écurie Kessel Racing ne s'est pas présentée à l'épreuve.

## Palmarès

### Résultats aux24 heures du Mans
| Année | Écurie   | Copilotes                           | Voiture                | Classe   | Tours | Pos. | Class Pos. |
| ----- | -------- | ----------------------------------- | ---------------------- | -------- | ----- | ---- | ---------- |
| 2012  | AF Corse | Piergiuseppe Perazzini Matt Griffin | Ferrari 458 Italia GT2 | LMGTE Am | 70    | Abd. | Abd.       |

### Résultats auxEuropean Le Mans Series
| Année | Ecurie        | Châssis             | Moteur                        | Classe | 1     | 2   | 3   | 4     | 5     | 6   | Position | Points |
| ----- | ------------- | ------------------- | ----------------------------- | ------ | ----- | --- | --- | ----- | ----- | --- | -------- | ------ |
| 2019  | Kessel Racing | Ferrari 488 GTE Evo | Ferrari F154CB 3.9 L V8 Turbo | LMGTE  | LEC   | MON | BAR | SIL 3 | SPA   | POR | 16e      | 15     |
| 2020  | Kessel Racing | Ferrari 488 GTE Evo | Ferrari F154CB 3.9 L V8 Turbo | LMGTE  | LEC 2 | SPA | LEC | MON 1 | POR 2 |     | 4e       | 62     |